# ليز روز
ليز روز (بالإنجليزية: Liz Rose)‏ هي كاتبة غنائية أمريكية، ولدت في 22 ديسمبر 1968 في دالاس في الولايات المتحدة.

## وصلات خارجية
- ليز روز على موقع IMDb (الإنجليزية)
- ليز روز على موقع ميوزك برينز (الإنجليزية)
- ليز روز على موقع أول ميوزيك (الإنجليزية)
- ليز روز على موقع ديسكوغز (الإنجليزية)